# Zagórów
Zagórów è un comune urbano-rurale polacco del distretto di Słupca, nel voivodato della Grande Polonia.
Ricopre una superficie di 159,59 km² e nel 2004 contava 9 091 abitanti.